# Field target

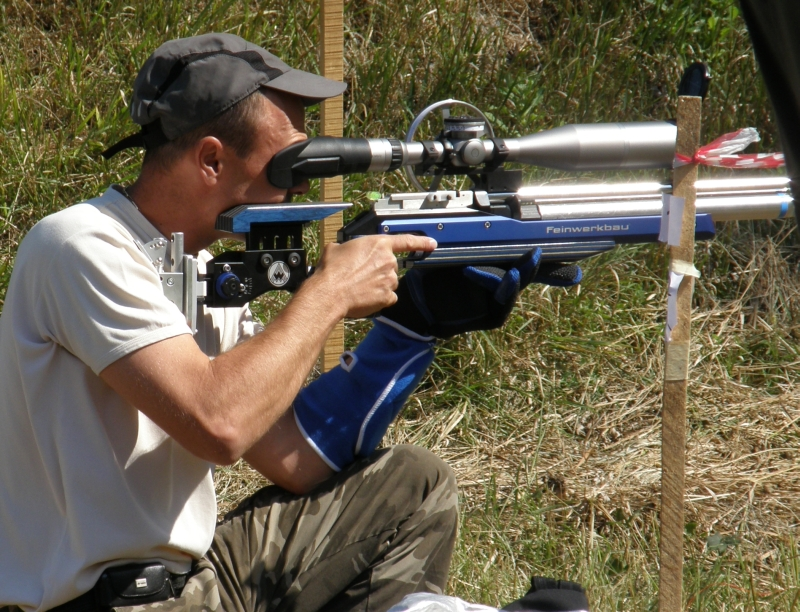

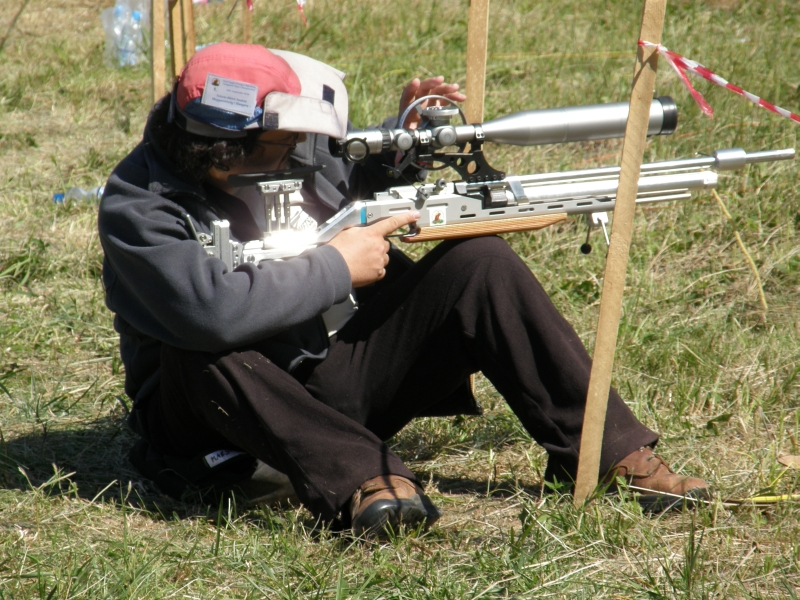

Field Target (z ang. strzelectwo terenowe) – to ogólna nazwa dla kilku konkurencji strzeleckich rozgrywanych przy użyciu karabinów pneumatycznych (wiatrówek) oraz nazwa konkretnej konkurencji strzeleckiej, która zapoczątkowała ten rodzaj strzelectwa sportowego.
Strzelanie to wywodzi się z Wysp Brytyjskich, gdzie na początku lat 80. opracowano pierwsze zasady tej konkurencji. Zasady główne wywodzą się z dopuszczalnego prawnie w Wielkiej Brytanii polowania na małe zwierzęta przy użyciu wiatrówek. Jak wszędzie w konkurencjach strzeleckich wywodzących się z praktycznych zastosowań, tak i tu znalazła się grupa chętnych do takiego strzelania, ale w formie bezkrwawej.
W konkurencjach „Field Target” celem są metalowe tarcze sylwetkowe, kształtem najczęściej przypominające małe zwierzęta. Tarcze posiadają mechanizm zapadkowy, który po trafieniu celu w wyznaczone miejsce (hitzone – HZ), powoduje złożenie (przewrócenie) się celu. Ponowne „postawienie” celu odbywa się przy pomocy linki zamocowanej do celu i doprowadzonej do stanowiska strzeleckiego. Wielkość figurki wynosi od 10 do 25 cm. Strefa trafienia z reguły jest okrągła a jej średnica wynosi od 15 do 45 mm w zależności od odległości do celu i/lub określonej postawy strzeleckiej. Cele ustawia się na dystansie od 8 do 50 metrów.
Na zawodach strzelec może oddać do każdego celu tylko jeden strzał. Biorąc pod uwagę niewielką masę i prędkość pocisku (około 0,5 g) oraz silny wpływ warunków atmosferycznych, takich jak wiatr czy deszcz na trajektorię jego lotu, okazuje się, że trafienie celu nie jest takie proste. Zawody przeprowadza się w terenie, na którym zwykle wyznacza się od 20 do 40 stanowisk, od jednego do czterech celów na każdym (maksymalnie 50 celów). Spotyka się zawody organizowane w odpowiednio dużych halach.
Do konkurencji dopuszcza się użycie wyłącznie karabinów pneumatycznych. Przepisy oraz uwarunkowania lokalne różnych krajów powodują, że strzelcy dzieleni są na kilka kategorii, zależnych od energii wystrzeliwanego pocisku oraz rodzaju wiatrówki. Wiatrówki są wyposażane w celowniki optyczne służące również pomiarowi odległości do celu. Jednocześnie nie dopuszcza się używania niektórych innych pomocnych w określeniu dystansu urządzeń.
Rozróżnia się kilka odmian konkurencji strzelań terenowych, wynikających z różnych zapisów regulaminowych. Nazwy konkurencji posiadają brzmienie angielskojęzyczne, które zostało przyjęte na arenie międzynarodowej jako obowiązujące:
- FT – Field Target
- HFT – Hunter Field Target
- SFT – Sporting Field Target
- nHFT – nocne Hunter Field Target
- Silhouette

Poniżej krótki opis poszczególnych konkurencji, z ogólnym przedstawieniem różnic między nimi. Wprawdzie wszystkie te konkurencje w jakiś sposób nawiązują do polowania, ale dążenie do wyrównania rywalizacji sportowej wymusiły wprowadzenie rozwiązań, których trudno szukać przy faktycznych polowaniach.

## FT
Field target – konkurencja, której zasady zostały najwcześniej określone. Polega na strzelaniu z karabinka pneumatycznego co celów, w których strefa trafienia (KZ) ma wielkość 15, 25 lub 40 mm. Cele są umieszczone na dystansie od 8 do 50 metrów. Zawodnik musi przyjąć postawę strzelecką w wyznaczonym miejscu. Na większości stanowisk obowiązuje postawa dowolna, którą najczęściej jest postawa siedzącą, z karabinkiem wspartym na kolanie. Karabin zawsze musi mieć kontakt jedynie z ciałem strzelca. Wykorzystywanie naturalnych elementów terenu nie jest dopuszczalne. Zawodnik może używać podkładek pod ciało (siedzisk), ale nie mogą one być wyższe niż 4-5 cali (10–12,5 cm). Na niektórych stanowiskach obowiązuje postawa wymuszona – klęcząca lub stojąca i tylko z takiej zawodnik może strzelać. Czas na stanowisku jest ograniczony i wynosi najczęściej 1 minutę na cel. Zawodnik może używać dowolnego karabinu pneumatycznego z klasycznym celownikiem optycznym. Zawodnik nie może posługiwać się dalmierzem, wskaźnikiem laserowym ani innymi urządzeniami pomagającymi określić dystans do celu, zarówno wbudowanymi w celownik optyczny, jak i stanowiących osobne urządzenie. Do określenia dystansu do celu może natomiast stosować zmianę nastaw celownika optycznego (regulacja ostrości). Dlatego w FT spotyka się najczęściej celowniki o krotności powiększenia od 24 do 50 razy.
Za trafienie w cel powodujące jego przewrócenie zawodnik otrzymuje 1 punkt. Trafienie nieskutkujące przewróceniem celu oraz nie trafienie w cel nie są punktowane.

## HFT
Hunter Field Target – konkurencja, której zasady opracowano trochę później niż FT. Głównym zamysłem tej konkurencji jest wprowadzenie zasad bardziej zbliżonych do tych, które spotyka się podczas polowań. Dlatego jedną z głównych różnic jest to, że zawodnik może przyjąć na stanowisku dowolną postawę strzelecką, z wyjątkiem postawy „siedzącej” (dowolna FT) i może skorzystać z wszelkich udogodnień terenowych jakie znajdą się w zasięgu stanowiska. Tak jak w FT, zawodnik nie może używać urządzeń do określenia odległości. Dodatkowo też nie może używać do tego celu celownika optycznego. Zmiana jakichkolwiek jego nastaw grozi dyskwalifikacją. Dlatego w HFT stosuje się celowniki o stosunkowo niskiej krotności powiększenia – zwykle 6-10 razy.
Celami, podobnie jak w FT są figurki ze strefami trafień od 15 do 45 mm. Ponieważ trafienie celu przy takim ograniczeniu możliwości technicznych sprzętu jest dużo trudniejsze, to cele ustawia się na skróconym dystansie od 7,5 do 41 metrów (45 jardów). Ponadto obowiązuje inny system punktowania. Za trafienie celu skutkujące jego przewróceniem zawodnik otrzymuje 2 punkty, za trafienie w sylwetkę, ale bez przewrócenia – 1 punkt, pudło to 0 punktów. Podobnie jak w FT, zawodnik może oddać tylko jeden strzał do celu. W HFT standardowo nie obowiązują ograniczenia czasowe, ale w określonych przypadkach organizator może je wprowadzić – wtedy zawodnik może mieć np. 1 minutę na cel.

## SFT
Sporting field target (w Polsce często można spotkać też określenie “siedzące HFT”) – jest to najmłodsza z odmian strzelań terenowych. Zasady tej konkurencji wypełniają lukę pomiędzy FT i HFT i stanowią pewną kompilację przepisów obu konkurencji. Zawodnik zobowiązany jest do przyjmowania postaw strzeleckich według zasad FT. Nie może używać żadnych urządzeń do określenia odległości (w tym celownika optycznego). Odległość do celu zawodnik musi określić gołym okiem (jak w HFT), ale przed oddaniem pierwszego strzału na stanowisku może dokonać korekty ustawień celownika. Obowiązuje limit czasu jak w FT oraz punktacja zgodnie z zasadami FT. Także wielkość i rozmieszczenie celów są jak w FT.
Takie ujęcie reguł powoduje, że rywalizacja nie wymaga posiadania specjalizowanego sprzętu (szczególnie celownika).

## NHFT
Night hunter field target (nocne HFT) – jest to odmiana HFT, z tym że rozgrywana po zapadnięciu ciemności. Zawodnik może posługiwać się sztucznym oświetleniem. Nie jest ważne czy jest to oświetlenie specjalnie do tego przeznaczone, zwykłe latarki czy urządzenia zbudowane samodzielnie. Warunkiem koniecznym jest jedynie to, by całość urządzenia była związana z karabinem lub ze strzelcem, zarówno podczas strzelania, oczekiwania na swoją kolej, jak i przechodzenia na następne stanowisko.
Poza tym obowiązują wszystkie zasady jak dla HFT.
Wprawdzie pierwsze zasady konkurencji field target opracowano na Wyspach Brytyjskich, ale dość szybko upowszechniły się one zarówno w Europie, jak i na innych kontynentach.
W Polsce rozwój tego strzelectwa nastąpił wraz ze zmianami w Ustawie o broni i amunicji wprowadzonymi w 1999 roku oraz pojawieniem się w wolnym handlu w 2000 roku wiatrówek gwintowanych. Prekursorem tego typu strzelań był Piotr Makuch, którego strona była pierwszą polskojęzyczną stroną poświęconą tej tematyce, z której wiedzę czerpało coraz większe grono sympatyków tego sportu. Początkowo niewielka grupa ludzi skupiona wokół Piotra szybko się rozrosła. Dzięki staraniom Andrzeja Skiby i Jerzego Nazarki, jesienią 2002 roku, nieopodal Morska (Jura Krakowsko-Częstochowska), odbyło się pierwsze spotkanie-zlot miłośników strzelań terenowych. Po nich nastąpiły następne, nabierając z czasem charakteru cyklicznego. Później odbywały się dwa razy w roku – wiosną i na jesieni. Uczestniczyli w nich nie tylko strzelcy krajowi. Niepowtarzalność miejsca, a przede wszystkim klimatu tych spotkań powodowała, że dość licznie przybywali strzelcy z innych państw – Niemiec, Litwy, Rosji, Wielkiej Brytanii.
W 2003 roku powołano do życia Stowarzyszenie Pneumatycznego Strzelectwa Terenowego – PFTA, które w 2004 roku zostało przyjęte do World Field Target Federation. Federacja ta zrzesza obecnie ponad 20 organizacji narodowych z 3 kontynentów. W sierpniu 2006 roku Polska była organizatorem Mistrzostw Świata Field Target. Nasi reprezentanci zajęli drużynowo III miejsce, po raz drugi w swojej historii (pierwszy raz w 2004 roku na MŚ w niemieckim Ebern).
W Polsce do tych konkurencji dopuszczone są wiatrówki wystrzeliwujące śrut z energią początkową mniejszą niż 16,3 dżuli. Jednocześnie w Polsce obowiązuje limit energii wiatrówki 17 J. W świetle Ustawy o broni i amunicji wiatrówki takie nie są klasyfikowane jako broń i nie jest na nie wymagane jakiekolwiek pozwolenie, nie podlegają także rejestracji.